# Nesty "La Mente Maestra"
Ernesto F. Padilla (Barranquitas, Puerto Rico, 5 september 1973), beter bekend als Nesty "La Mente Maestra", is een Puerto Ricaans reggaeton-producer. Hij staat getekend onder het label WY Records.

## Discografie
2005
- The Pitbulls- Alexis & Fido

2006
- Los Vaqueros - Wisin & Yandel

2007
- Los Vaqueros Wild Wild Mixes - Wisin & Yandel
- Wisin & Yandel: Los Extraterrestres - Wisin & Yandel

2008
- La Melodía De La Calle - Tony Dize
- Los Extraterrestres: Otra Dimension - Wisin & Yandel

2008
- Wisin & Yandel Presentan: La Mente Maestra - Wisin & Yandel

2009
- Welcome to the Jungle- Franco "El Gorila"
- La Revolución - Wisin & Yandel

- MusicBrainz: 7454c44f-a9c3-469c-841f-885c28c75b04